# Lobarthron balassogloi
Lobarthron balassogloi är en skalbaggsart som först beskrevs av Jakovlev 1885.  Lobarthron balassogloi ingår i släktet Lobarthron och familjen långhorningar. Inga underarter finns listade i Catalogue of Life.